# Роуч, Леви
Леви Роуч (родился в 1985 году) — учёный, медиевист и историк, специалист по  англосаксонской Англии и Германии.
Учился в Кембриджском университете и Университете Рупрехта-Карла в Гейдельберге, а затем получил докторскую степень в Тринити-колледже в Кембридже. В период с 2011 по 2012 год был стипендиатом колледжа Святого Иоанна в Кембридже. В 2012 году стал преподавателем в Университете Эксетера.  С 2024 года занимает персональную кафедру истории средневековья и дипломатии.

## Избранные публикации
- Kingship and Consent in Anglo-Saxon England, 871–978 : Assemblies and the State in the Early Middle Ages (Cambridge : Cambridge University Press, 2013)
- Æthelred the Unready (New Haven : Yale University Press, 2016)
- Forgery and Memory at the End of the First Millennium (Princeton : Princeton University Press, 2021)
- Empires of the Normans : Makers of Europe, Conquerors of Asia (London : John Murray, 2022)[a]

## Награды
Книга «Æthelred the Unready» получила премию Longman-History Today и премию Лабаржа за 2017 год.